# Neostethus bicornis
Neostethus bicornis är en fiskart som beskrevs av Regan, 1916. Neostethus bicornis ingår i släktet Neostethus och familjen Phallostethidae. IUCN kategoriserar arten globalt som livskraftig. Inga underarter finns listade i Catalogue of Life.